# Йонні Нільссон
Ерлінг Мартін Йонні Нільссон (швед. Erling Martin Jonny Nilsson; 9 лютого 1943, Гетеборг — 22 червня 2022) — шведський ковзаняр, олімпійський чемпіон 1964, чемпіон світу в класичному багатоборстві.

## Спортивна кар'єра
У віці 19 років Нільссон дебютував на міжнародній арені на чемпіонаті Європи в класичному багатоборстві, зайнявши 15-те місце. Нільссон мав проблеми з бігом на 500 м., що далося взнаки на чемпіонаті світу в класичному багатоборстві 1962, на якому він, хоч і переміг в забігу на 10 000 м і був другим на дистанції 5000 м, зайняв лише 10-те загальне місце, бо на дистанції 500 м фінішував аж 45-им.
Наступного 1963 року в Каруїдзаві Нільссон фінішував на 500-метрівці 26-им, але переміг на дистанціях 5000 і 10 000 м, встановивши світовий рекорд часу на обох дистанціях, фінішував 6-им на 1500 м і став чемпіоном світу в класичному багатоборстві, набравши рекордну суму в Великій комбінації.
На Олімпійських іграх 1964 в забігу на 5000 м Нільссон несподівано показав лише шостий результат, але через два дні став олімпійським чемпіоном на дистанції 10 000 м.
У 1965 році на чемпіонаті світу в загальному заліку він був четвертим, а у 1966 — третім.
На Олімпійських іграх 1968 Нільссон стартував на дистанціях 5000 і 10 000 м, але на обох залишився без медалей.